# L'ospite inatteso (film 1980)
L'ospite inatteso è un film per la televisione diretto da Daniele D'Anza e trasmesso in prima visione il 6 maggio 1980 su Rai 1.

## Trama
In una casa nella campagna del Galles arriva un ospite inatteso, Michael Starkwedder, per chiedere aiuto, perché la sua auto è finita in un fosso a causa della nebbia, e vi trova il cadavere del padrone di casa, Richard Warwick. Accanto a questi si trova la moglie, Laura Warwick, con in mano una pistola Luger, presumibilmente l'arma del delitto.
Starkwedder non vuole credere nella colpevolezza della donna e l'aiuta ad architettare una montatura in modo da sviare i sospetti, incolpando un tale MacGregor, padre di un ragazzo investito da Richard Warwick mentre era ubriaco.
Da qui in poi la trama si dipana facendo cadere i sospetti ogni volta su di una persona diversa, e, anche quando un colpevole viene trovato, insinuando il sospetto che il vero colpevole non sia nemmeno quello.

## Colonna sonora
Per i titoli di testa e di coda, viene utilizzato un brano strumentale della band francese cosmo sound Rockets, si tratta di Anastasis, tratto dall'album Plasteroid del 1979.